# يهود حضرموت
كان يهود حضرموت مجتمع مزراحي قديم يعيشون في وسط جنوب الجزيرة العربية.

## التاريخ

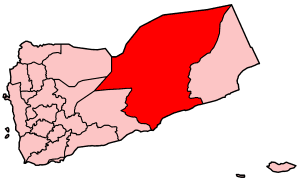
محافظة حضرموت في اليمن اليوم. كانت المنطقة التقليدية أكبر من المحافظة الحالية.

كان المجتمع قديم جدا وبعد ظهور الإسلام وطرد يهود الحجاز صارت المراكز الرئيسية لتجمعات اليهود في جزيرة العرب في حضرموت وعدن. ومع ذلك كان يهود حضرموت أكثر من ذلك بكثير معزولين عن نظرائهم في عدن والمجتمع أصبح الوحيد المعروف للعالم الخارجي في أربعينات القرن العشرين. كان للمجتمع تقاليد دينية مميزة. تحول العديد من يهود حضرموت إلى الإسلام ولكن بعد تأسيس دولة إسرائيل بذل المجتمع جهده لتنفيذ خطة عليا وليس هناك أي من يهود حضرموت في اليمن اليوم. يهود حضرموت عاشوا في سيئون، تريم، المكلا، والشحر. ومن بين العائلات اليهودية المعروفة في المنطقة في مدينة الشحر والمكلا هي: بن حنين، بن حاييم، بن يازع، بن زايفي، بن يسرائيل، وبن قاتيان. معظم هذه العائلات اعتنقت الإسلام في الفترة الزمنية من 1509 حتى ستينات القرن العشرين ويوجد عدد قليل هاجروا إلى إسرائيل بعد عام 1948. عائلة بن قاتيان مشهورة في حضرموت بصنع الخناجر وحدادة الذهب.